# Courage LC75

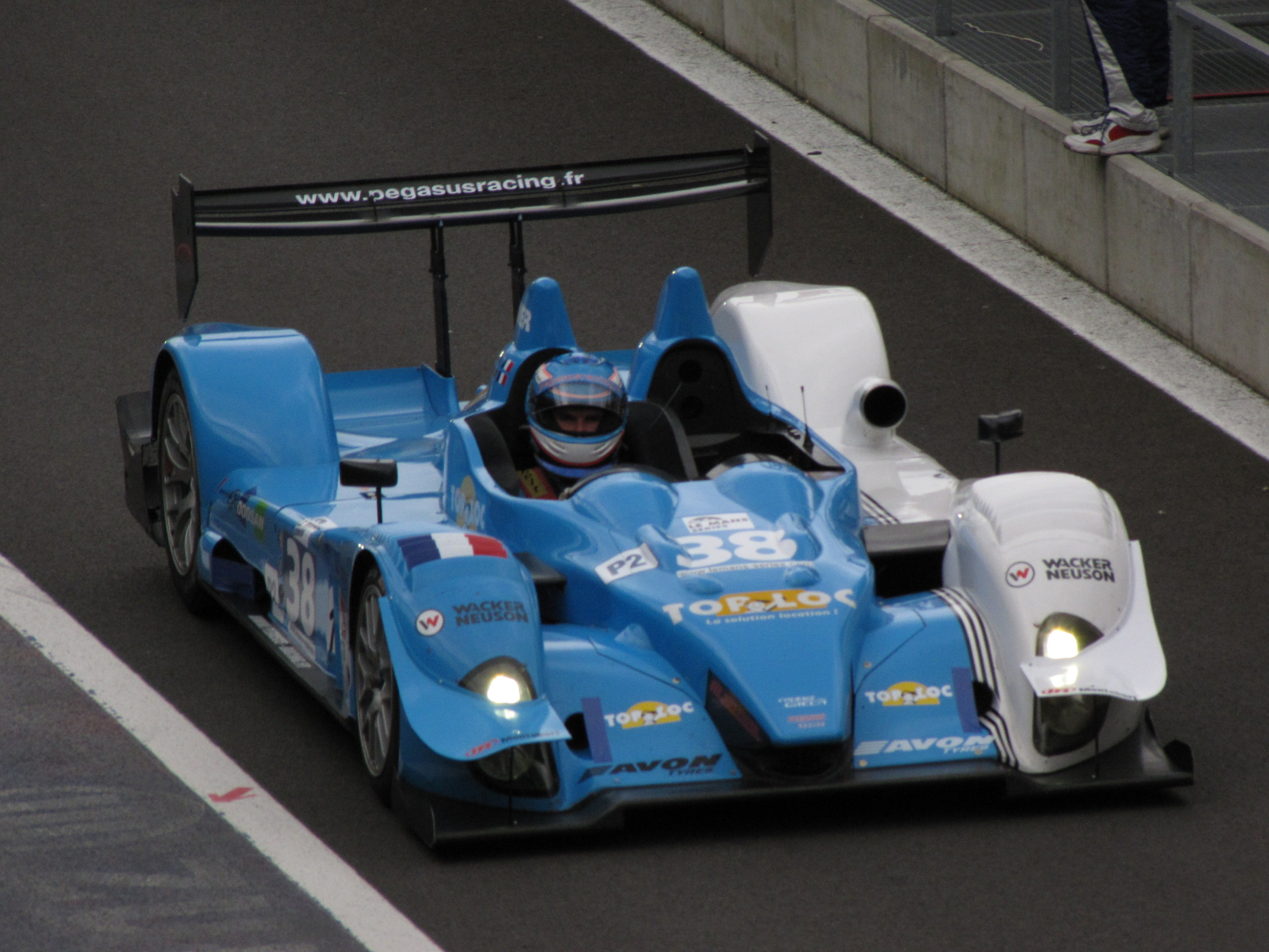
La châssis n°1 du Pegasus Racing en 2009

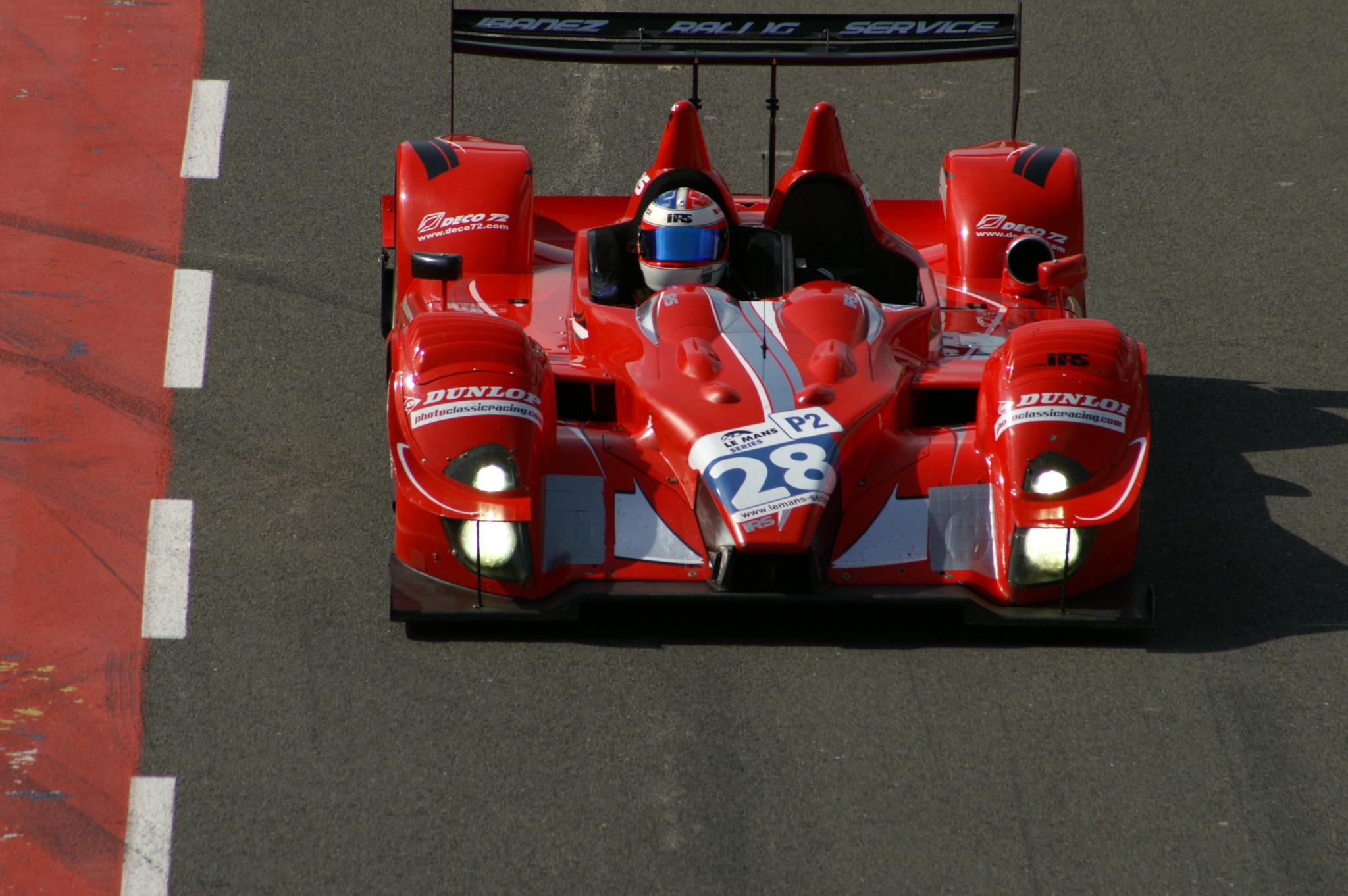
Le châssis n°2 d'Ibañez Racing Service en 2009

La Courage LC75 est une barquette de course basée sur la Courage LC70 et conçue par Courage pour concourir en catégorie LMP2 en Le Mans Series et aux 24 Heures du Mans.
La voiture a été transformée par HPD (Honda Performance Development) pour devenir l'Acura ARX-01 victorieuse en American Le Mans Series.

## Palmarès
Aucune victoire n'est à mettre au palmarès de la voiture dans sa version LMP2, toutefois l'évolution réalisée par HPD a connu plusieurs titres en American Le Mans Series. La voiture n'a pas connu le succès sportif et commercial de sa devancière la Courage C65.

## Châssis
Seuls deux châssis ont porté le nom de LC75, aucun autre châssis de LC70 n'a été configuré pour la catégorie LMP2.
Le châssis n°1 est le premier de la série LC70&LC75, il a été utilisé en 2006 pour faire des tests de roulage et des mises au point. Le Noël Del Bello Racing l'a utilisé en 2007 avant qu'il ne soit de nouveau utilisé pour des tests dans le cadre du développement de la FLM09 par Oreca en 2008. Il est détenu par le Pegasus Racing depuis 2009.
Le châssis n°2 a été acheté par le Saulnier Racing qui l'engagea pour le compte du Swiss Spirit en 2006 et sous son propre nom en 2007. Après la reprise de l'écurie par Jacques Nicolet, la voiture est remplacée par la Pescarolo 01 et est revendue à l'Ibañez Racing Service.
| N° | Année     | Modèle | Équipe                | Moteur          | Championnat                                                 |
| -- | --------- | ------ | --------------------- | --------------- | ----------------------------------------------------------- |
| 1  | 2006      | LC75   | Courage Compétition   | Mecachrome      | Aucun engagement / Utilisation pour tests et développements |
| 1  | 2007      | LC75   | Noël Del Bello Racing | AER P07         | Le Mans Series / 24 Heures du Mans                          |
| 1  | 2008      | LC75   | Oreca                 | AER P07         | Aucun engagement / Utilisation pour tests et développements |
| 1  | 2009-2010 | LC75   | Pegasus Racing        | AER P07         | Le Mans Series                                              |
| 1  | 2011      | LC75   | Pegasus Racing        | HPD V6 bi-turbo |                                                             |
| 2  | 2006      | LC70   | Swiss Spirit          | Judd GV5 V10    | Le Mans Series / 24 Heures du Mans                          |
| 2  | 2007      | LC75   | Saulnier Racing       | Judd GV5 V10    | Le Mans Series / 24 Heures du Mans                          |
| 2  | 2009-2011 | LC75   | Ibañez Racing Service | AER P07         | Le Mans Series                                              |